# Gulf Oil
Gulf Oil was een grote Amerikaanse oliemaatschappij die als zodanig bestaan heeft van 1901 tot 1984. Het hoofdkantoor was gevestigd in Pittsburgh. In 1984 fuseerde het bedrijf met Standard Oil of California (SOCAL). De naam Gulf en enige onderdelen van het bedrijf bleven bestaan.

## Ondergang
In 1970 telde het bedrijf 58.000 medewerkers wereldwijd en produceerde zo’n 1,3 miljoen vaten olie per dag. Gulf raakte in de problemen vanaf de medio jaren 1970. In 1975 werden de belangen van de maatschappij in Koeweit genationaliseerd. De maatschappij probeerde elders nieuwe olievelden te vinden, maar was hierin niet succesvol. In 1983 was Gulf nog steeds op vijf na de grootste oliemaatschappij in de Verenigde Staten, maar haar oliereserves slonken en het bedrijf was log en bureaucratisch. In augustus 1983 deed Mesa Petroleum Corporation van T. Boone Pickens een poging het bedrijf over te nemen. Het had 11% van de aandelen gekocht en probeerde de controle over het bedrijf te krijgen. Gulf wist zelfstandig te blijven maar bleef financieel verzwakt achter. Op 5 maart 1984 stemde de raad van bestuur in om het bedrijf te verkopen aan Standard Oil of California (Chevron Corporation) voor $13,2 miljard. De bedrijfsonderdelen van Gulf werden samengevoegd met die van Chevron.

## Gulf in de Benelux
In België had Gulf Oil Company, naast vele benzinestations en depots, ook twee zeetankers in de vaart: de Belgian Gulf en de Good Gulf. De eerste was een schip van meer dan dertig jaar oud met twee achteraan geplaatste viercilinder dieselmotoren en daarmee zeker een van de eerste motortankers ter wereld (gebouwd rond 1928). Het schip kon zelf zijn lading lossen en had daarvoor de beschikking over een aantal zuigerpompen die met stoom werden aangedreven (triple expansie stoommachine).
Dan had men ook nog Belgium Gulf Tankers N.V. destijds gevestigd op de Frankrijklei in Antwerpen, er waren daar zes zeetankers in de vaart: De Goodgulf (tot 1967 in de vaart), de Belgulf Glory, de Belgulf Enterprise, de Belgulf strength, de Belgulf Progress, de Belgulf Union. Deze schepen zijn langzaam uit de vaart gegaan tegen einde 1973-74.
In Nederland waren er vier zeetankers in de vaart: de Gulf Italian, de Gulf Hansa, de Gulf Hollander en de Gulf Swede, alle bij NedGulf Tankers B.V..
In Nederland was Gulf tot aan de jaren tachtig een bekende naam. In die tijd heeft Q8 alle stations overgenomen. De rechten van het merk en het logo gingen over in andere handen. Gulf mocht als merk en logo tien jaar lang niet op de Nederlandse markt verschijnen. Midden jaren negentig kwam het merk weer op de Nederlandse markt. Veel tankstations van Gulf bevinden zich binnen de bebouwde kom en langs het provinciale wegennet.